# Tadeusz Wowkonowicz

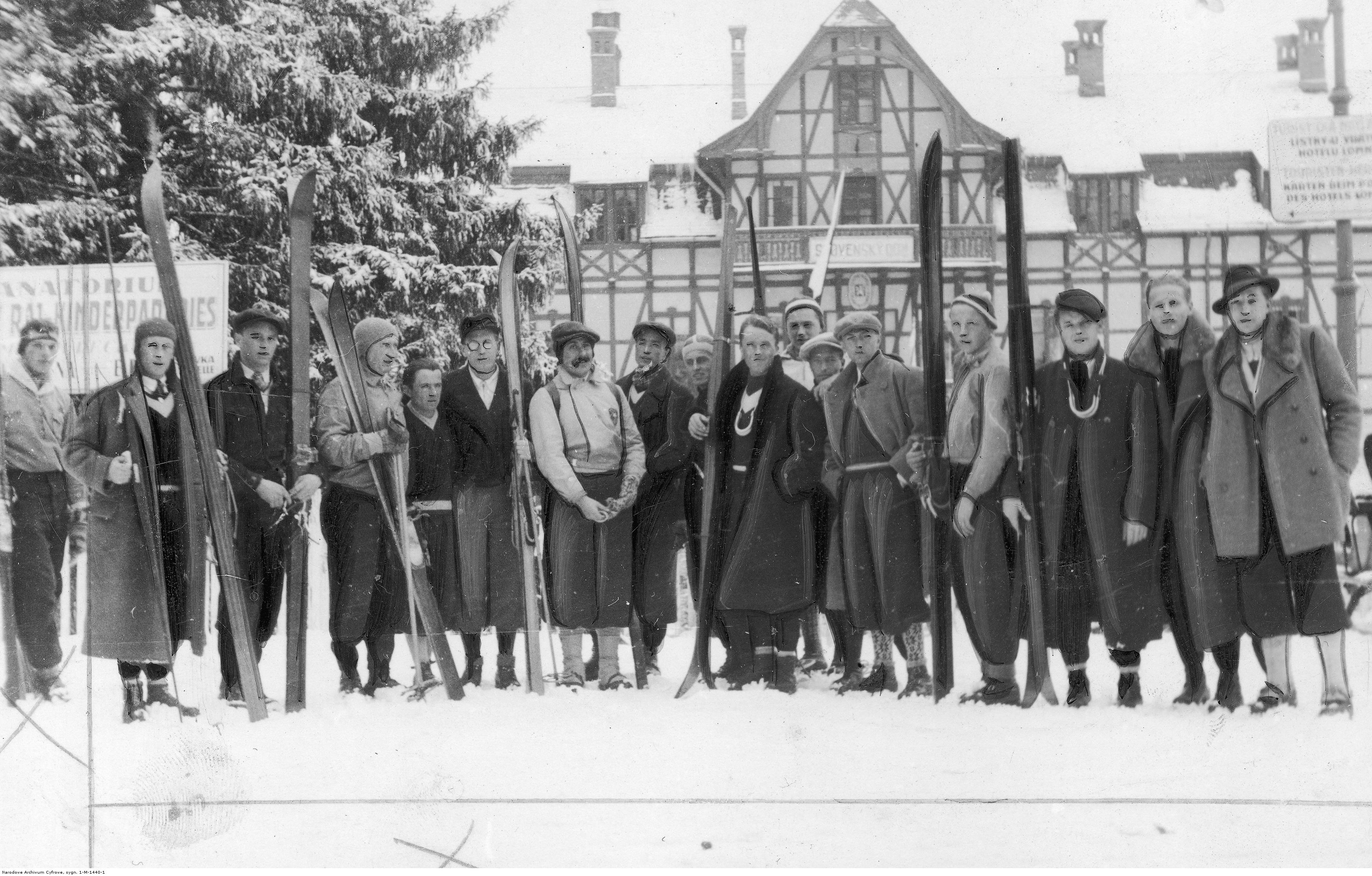
Bronisław Czech Tadeusz Wowkonowicz Fedor Weinschenck Jan Haratyk Andrzej Marusarz Stanisław Marusarz Vysoké Tatry 1935

Tadeusz Wowkonowicz (ur. 4 lipca 1912 we Lwowie, zm. 14 kwietnia 2005 w Chamonix) – polski narciarz i działacz sportowy, zawodnik klubu TS Wisła Zakopane, żołnierz Wojska Polskiego we Francji.

## Życiorys
Tadeusz Wowkonowicz pochodził z rodziny lwowskich rzemieślników. Od najmłodszych lat interesował się narciarstwem, uczęszczając na zajęcia w klubie Czarni Lwów. W wieku 14 lat po raz pierwszy wyjechał do Zakopanego. Jego fascynacja Tatrami spowodowała, że na początku lat 30. XX wieku przeprowadził się tam na stałe. W Zakopanem reprezentował barwy najpierw Sekcji Narciarskiej „Sokoła”, a następnie - najprawdopodobniej za namową płk. Franciszka Wagnera – przeniósł się do klubu TS Wisła Zakopane. Pierwszy swój sukces sportowy odniósł w sezonie 1933/1934, kiedy to - jeszcze jako zawodnik „Sokoła” - był członkiem drużyny, która zdobyła brązowy medal w biegu sztafetowym 5 x 10 km o Mistrzostwo Polski. W latach 1935–1939 był medalistą Mistrzostw Polski w biegu sztafetowym 4 x 10 km (złoto - 1935, srebro - 1938 i 1939) oraz w biegu na 50 km (brąz - 1937). Był członkiem polskiej kadry na narciarskie Mistrzostwa Świata w Szczyrbskim Plesie w 1935 roku oraz w Zakopanem w 1939 roku. Oprócz narciarstwa uprawiał również hokej na lodzie.
Podczas kampanii wrześniowej 1939 roku znalazł się w Kołomyi, następnie powrócił do Zakopanego. Do lutego 1940 roku pełnił funkcję kuriera, kursującego na Węgry. Następnie przez Budapeszt i Split przedostał się do Francji, gdzie wstąpił w szeregi polskiej 2 Dywizji Strzelców Pieszych. Za ratowanie rannych podczas kampanii francuskiej 1940 roku został odznaczony francuskim Krzyżem Wojennym (Croix de Guerre). Po zakończeniu walk wraz z dywizją udał się do Szwajcarii, gdzie został internowany. Podczas internowania aktywnie uczestniczył w życiu sportowym i turystycznym żołnierzy, startując również w międzynarodowych i lokalnych zawodach narciarskich (od 1943 roku w barwach Skiclub Davos).
Po zakończeniu internowania w 1945 roku powrócił na terytorium Francji. Wówczas też - wraz z innymi narciarzami - postanowił utworzyć polską drużynę narciarską, która miałaby startować w zawodach zorganizowanych we Francji oraz Szwajcarii. Drużyna taka została utworzona pod kierownictwem por. Józefa Hamburgera, i - przy wsparciu m.in. Aleksandra Bobkowskiego, przedwojennego przewodniczącego Polskiego Związku Narciarskiego – dopuszczona do startów w zawodach organizowanych przez Międzynarodową Federację Narciarską (FIS) m.in. w Zermatt i Chamonix. Z czasem jednak drużyna rozpadła się, a wielu jej członków zdecydowało się na powrót do Polski.
Tadeusz Wowkonowicz pozostał na emigracji i zamieszkał w Chamonix, gdzie ożenił się, a w 1948 roku urodził się jego syn, Andrzej. Zajmował się prowadzeniem sklepu z pamiątkami, trenował również młodzież w miejscowym klubie narciarskim. Od 1947 roku był także sędzią sportowym, sędziując m.in. zawody w skokach narciarskich oraz działaczem hokejowym. Utrzymywał kontakty z ojczyzną, relacjonując wydarzenia sportowe dla polskich gazet i czasopism. Przyjaźnił się z Józefem Zubkiem oraz Józefem Nyką. Opiekował się polskimi sportowcami, m.in. alpinistami, przyjeżdżającymi na wspinaczkę w masyw Mont Blanc oraz narciarzami, uczącymi się w Ecole Nationale de Ski et d’Alpinisme. Nigdy nie przyjął obywatelstwa francuskiego.

Za swoje zasługi otrzymał w 1972 roku honorowe członkostwo Klubu Wysokogórskiego (przekształconego w Polski Związek Alpinizmu), a Stowarzyszenie Polskie w Genewie wystąpiło o nadanie mu Krzyża Kawalerskiego Orderu Odrodzenia Polski, które to odznaczenie otrzymał w 1996 roku.